# Surinaamse parlementsverkiezingen 2020/Kandidatenlijst/PL
Dit is de lijst van kandidaten voor de Surinaamse parlementsverkiezingen in 2020 van de PL. De verkiezingen vonden plaats op 25 mei 2020. De landelijke partijleider is Paul Somohardjo.
De onderstaande deelnemers kandideren op grond van het districten-evenredigheidsstelsel voor een zetel in De Nationale Assemblée. Elk district heeft een eigen lijsttrekker. Los van deze lijst vinden tegelijkertijd de verkiezingen van de ressortraden plaats. Daarvoor geldt het personenmeerderheidsstelsel. De kandidaten voor de ressortraden staan hieronder niet genoemd.

## Lijstverbindingen met ABOP
Tot de wijziging van de kieswet in 2019 was het mogelijk om een alliantie te vormen. Dit is een soort lijstverbinding waarbij de reststemmen van elke partij bij elkaar geteld tot een extra zetel kunnen leiden. Met ingang van de verkiezingen van 2020 zijn allianties niet meer toegestaan.
De Pertjajah Luhur (PL) en de Algemene Bevrijdings- en Ontwikkelingspartij (ABOP) hebben een eigen vorm ontwikkeld, waardoor zij toch in zekere zin een alliantie vormen. De partijen stellen hun lijst in bepaalde districten open voor de ander, indien die daar geen grote achterban heeft.

## Lijsten
Hieronder volgen de kandidatenlijsten op alfabetische volgorde per district.

### Commewijne
Hier geldt een lijstverbinding op de PL-lijst
1. Ingrid Karta-Bink (PL)
2. Radjeshkumar Mahabiersing (ABOP)
3. Uraiqit Ramsaran (PL)
4. Evert Legiran Karto (PL)

### Coronie
Hier geldt een lijstverbinding op de ABOP-lijst
1. Lucenda Verwey (ABOP)
2. Arif Wirjosentono (PL)

### Nickerie
Hier geldt een lijstverbinding op de PL-lijst
1. Robertino Mangoenredjo (PL)
2. Ashwin Jagmohansingh (PL)
3. Moerseliem Sardha (PL)
4. Shailesh Hanoeman (ABOP)
5. Carlo Soemotinojo (PL)

### Para
Hier geldt een lijstverbinding op de ABOP-lijst 
1. Ramon Koedemoesoe (ABOP)
2. Jo-an Xiomara Sampono (PL)
3. Marlène Joden (ABOP)

### Paramaribo
1. Paul Somohardjo
2. Andy Atmodimedjo
3. Iwan Ganga
4. John Nasibdar
5. Robert Soentik
6. Gustaaf Samjadi
7. Djanmady Karijodikoro
8. Soekarmat Tarsa
9. Arif Soetodrono
10. Enrique Dipotiko
11. Jacita Oesmanadi
12. Asroef Mohabbat
13. Margo Kramp
14. Tjark Muringen
15. Ian Ramadhin
16. Murwin Condari
17. Juanito Eijk

### Saramacca
Hier geldt een lijstverbinding op de PL-lijst
1. Igwan Asmosentono (PL)
2. Harridatsingh Lumsden (ABOP)
3. Anandkoemar Banwarie (PL)

### Wanica
Hier geldt een lijstverbinding op de PL-lijst
1. Nasier Eskak (PL)
2. Stanley Betterson (ABOP)
3. Martha Djojoseparto (PL)
4. Sashvien Nirmal (PL)
5. Monica Anomtaroeno (PL)
6. Fifi Sarmo (PL)
7. Miquella Soemar-Huur (ABOP)

Kandidaten per partij: A20 · 
ABOP · 
BEP · 
DA'91 · 
DNW · 
DOE · 
HVB · 
NDP · 
NPS · 
PALU · 
PL · 
PRO/APS · 
SDU · 
SPA · 
STREI! · 
VHP · 
VVD
Kandidaten per district: Brokopondo · 
Commewijne · 
Coronie · 
Marowijne · 
Nickerie · 
Para · 
Paramaribo · 
Saramacca · 
Sipaliwini · 
Wanica